# 李邵
李邵（？—225年），字永南，廣漢郡郪縣（今四川省三台縣）人。李朝、李邈弟，與其兄弟李朝及另一早亡者各有才望，時人稱李氏三龍。

## 生平
劉備定蜀後被命為州書佐部從事。
建興元年（公元223年），李邵被諸葛亮闢為西曹掾。
廖立向李邵和蔣琬批評先帝劉備用兵失當，勞動兵眾而無收穫，甚至令自己身犯險地；又指關羽只有勇名而無軍紀，致令荊州被奪；又批判當朝大臣向朗、文恭、郭攸之都是平凡的人，根本不能擔任重任；又指王連聚歛錢財，令百姓受害。李邵及蔣琬聽後將廖立的話告訴諸葛亮，諸葛亮於是上表廖立「誹謗先帝，疪毀群臣」，廢為庶民，流放汶山郡。
諸葛亮南征時，留李邵為治中從事，在任內去世。

## 評價
- 楊戲：永南耽思。[8]
- 諸葛亮：“姜伯約忠勤時事，思慮精密，考其所有，永南、季常諸人不如也。其人，涼州上士也。”